# Картал, Мехмет
Мехмет Картал (тур. Mehmet Kartal; 1940—2005) — турецкий борец вольного стиля, чемпион мира по вольной борьбе.

## Спортивные результаты
- Чемпион мира (1957).
- Чемпион Средиземноморских игр (1959).